# Artiom Lóskutov
Artiom Aleksándrovich Lóskutov (en ruso: Артём Александрович Ло́скутов) (15 de septiembre de 1986 en Novosibirsk, Óblast de Novosibirsk) es un pintor y activista ruso.

## Activismo
Nació y creció en Novosibirsk. En 2009 ingresó en la Universidad Estatal de la localidad.
Pasó a ser conocido en su país por la organización de diversas manifestaciones satíricas (denominadas "Monstrátsiya") anuales en las que lanzaba críticas sociales contra las políticas del Kremlin. Estas actividades le valieron el arresto por las fuerzas policiales y la prohibición para realizar su trabajo por parte de las autoridades rusas.
Ante estas acciones, Lóskutov declaró: "no eres un ruso de verdad hasta que te detengan".